# Тум-Йоль-Кинич
Тум-Йоль-Кинич (tu-mu-O:L K'INICH досл.: «Сердечный бог солнца») — правитель майяского царства Канту со столицей в Караколе.

## Биография
Тум-Йоль-Кинич является преемником Цяах-Кака. 
Также как и свой предшественник упоминается в пещере Надж-Тунич, в 46 км к югу от Караколя. Пещера была обнаружена в 1979 году, огромный вход которой ведёт к ряду проходов с исписанными стенами. Также как и у его предшественника ему не хватает королевской приставки «святой» к его гербовому титулу, поэтому его статус правителя остаётся под сомнением. В дату, которую до сих пор сложно интерпретировать, он участвует в «огненосном» ритуале наблюдения правителя Ишкуна, находящегося в 45 км к юго-западу от Караколя. Правитель Канульского царства вовлечён в какое-то родственное событие.
Преемником Тум-Йоль-Кинича стал Кинич-Хой-Кавиль.  